# ヘルメット (自転車)

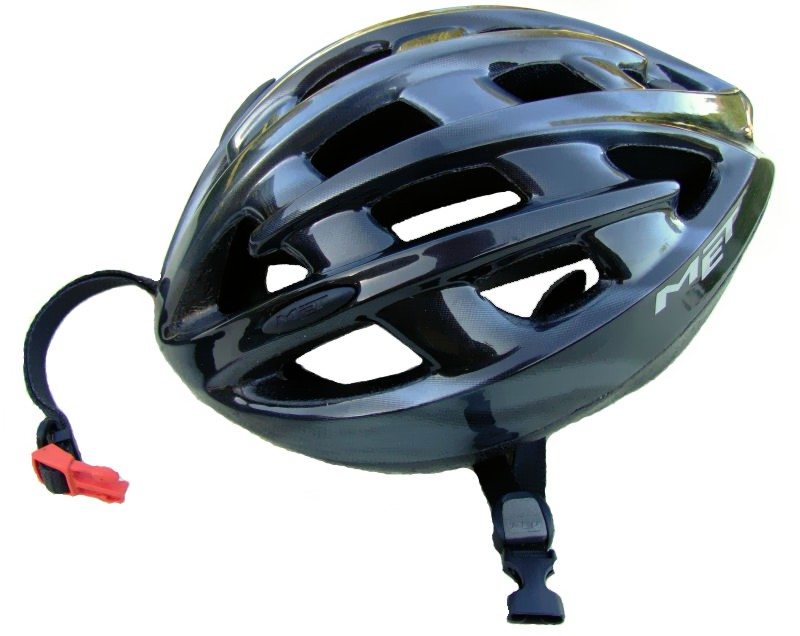
典型的な自転車用ヘルメット

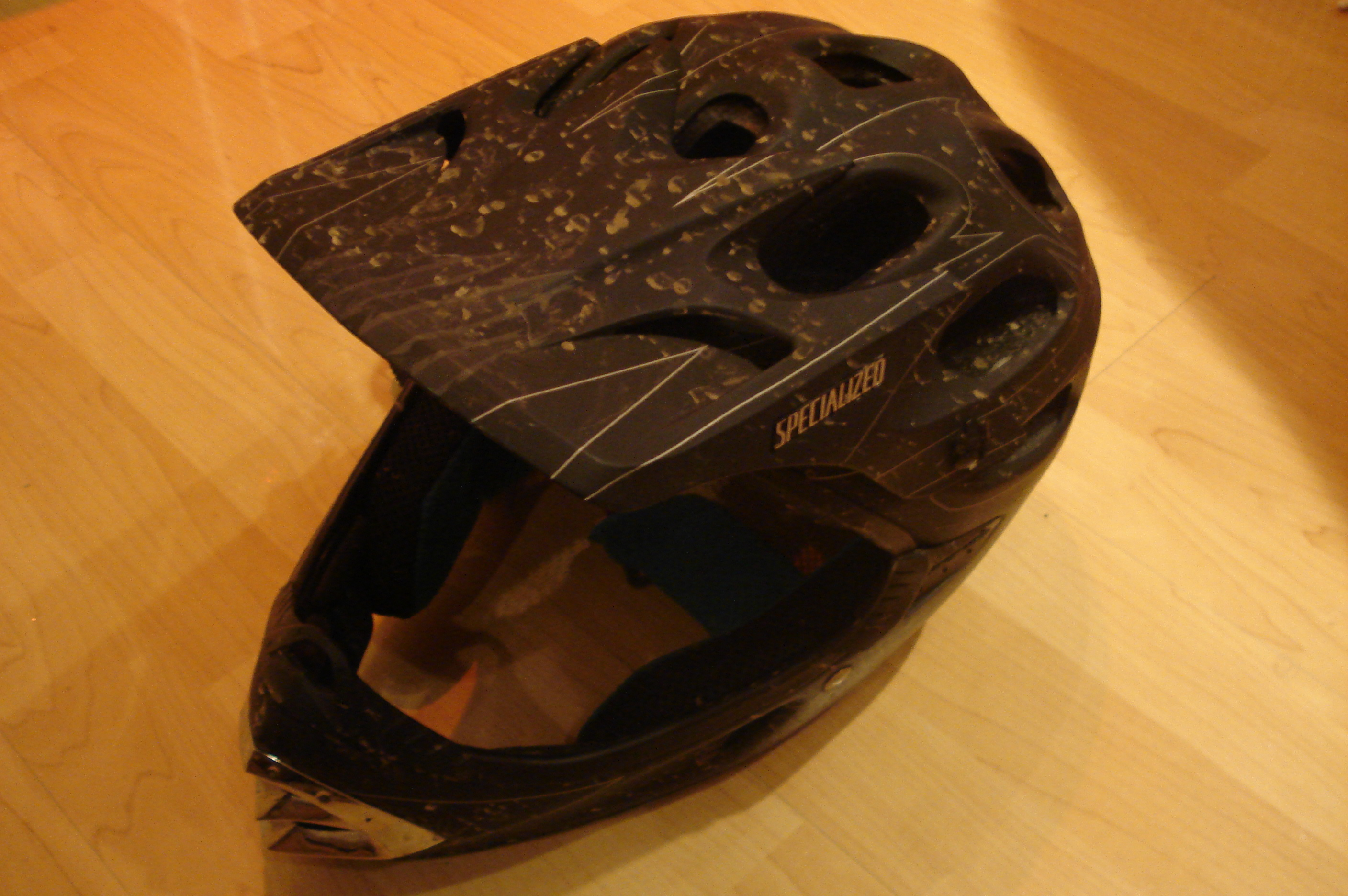
ダウンヒル競技時に使う炭素繊維外殻フルフェイス型自転車用ヘルメット

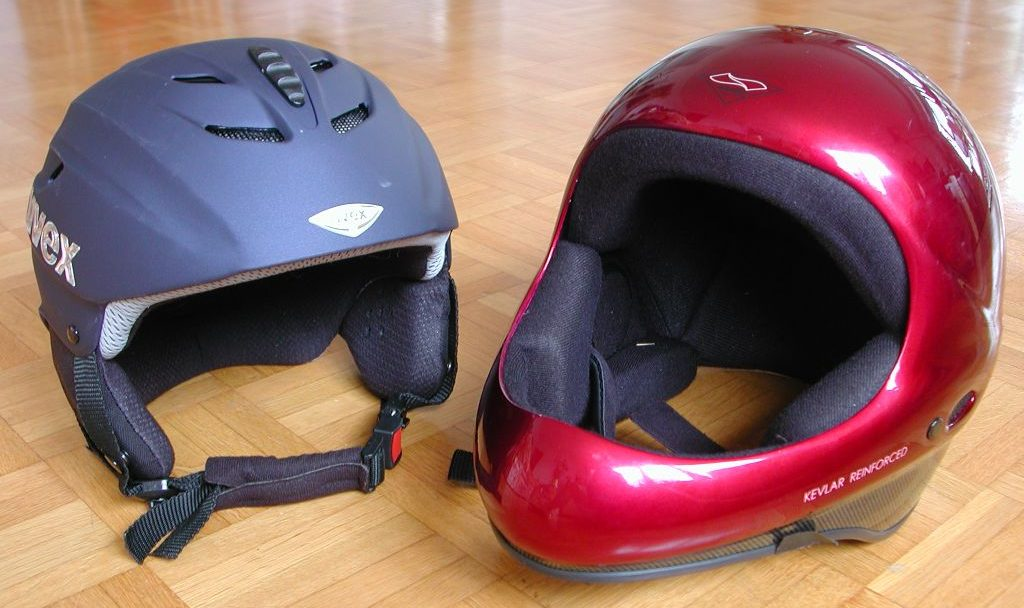
スノーボードやスケートボード、BMXに使われるヘルメット (左) と パラグライダーのヘルメット

自転車用ヘルメット（じてんしゃようヘルメット）は、自転車乗車中の転倒時に頭部への衝撃を弱めるために着用するヘルメット。設計上、視野をなるべく遮らないようにすることなどが考慮されている。
自転車用ヘルメットについては現在、事故時の頭部保護効果の大小や、ヘルメット着用が自転車利用者当人と周囲のドライバーの行動に及ぼす影響などについて、科学的研究が進められている。
自転車用ヘルメットを巡っては激しい論争があり、これまでの研究から何が言えるのかや、自転車利用者のヘルメット着用を推奨、ないし義務化すべきか否かが争われている。特に、着用を義務化する法律についての論争は苛烈で、しばしば感情的なものになりがちである。対立の根源には、学術的な文献についての単なる解釈の相違だけでなく、それぞれの当事者の信念や利害の違いがある。
日本では2008年6月の道路交通法改正で、自転車を運転する13歳未満の児童・幼児にヘルメットを着用させることが保護者の努力義務となった。2023年4月1日より改正道路交通法の施行で、全ての自転車利用者に対して乗車用ヘルメット着用の努力義務が課される。

## 歴史

### 設計の変遷

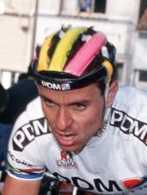
ヘアネット型ヘルメット

1970年代中期以前の最も一般的なヘルメットの形状は皮製にヘアネット型であり、主に自転車競技で使用されていた。 日本では「カスク」と呼ばれた（フランス語の「冠」を意)。これは最小限の衝撃保護と無難な擦り傷・切り傷の保護を提供していた。シティサイクルの伝統がある国では、ほぼ全ての自転車利用者はヘルメットを着用することがなく、今なお一般的ではない。
競技者以外でのヘルメット着用の始まりは1970年代のアメリカ合衆国（米国）である。自転車が子供の玩具としてしか評価されていなかった頃から数十年後の1970年代に起こった自転車ブームの最中やそれ以後に、米国の大人が自転車に乗り始めた。
初めて近代的な二種類のヘルメットが 登山用具製造業者の MSR （Mountain Safety Research）社と自動車・オートバイ競技用品製造業者の Bell Sports 社によって作られた。これらのヘルメットは、オートバイ競技や自動車業容ヘルメット用のビーズ法発泡スチロール内装開発の副産物で、硬質ポリカーボネイトのプラスチック外殻を持っていた。Bellの自転車用ヘルメット部門は、1991年に Bell Sports として分社化され、完全にオートバイ・自動車競技用ヘルメット事業を追い抜いてしまった。初の商業的成功は、自転車用に特別設計され、1975年に発売されたヘルメット「Bell Biker」で、ポリスチレン充填の硬質外殻だった。
この当時は適切な規格がなかった。唯一適用できそうだったのは、スネル (Snell) による、軽量オープンフェイス (ジェット) 型オートバイ用ヘルメット規格だった。
やがて設計が洗練されてゆき、1983年には初のポリスチレンヘルメットで、レース仕様に設計された Bellの「V1-Pro」が製造されていた。1984年にBellは無外殻の子供用ヘルメット「Li'l Bell Shell」を発売した。これら初期のヘルメットには小さな通気口が設けられていた。
1985年にSnell B85が施行され、自転車用ヘルメットとしては初の世界的に採用された標準規格となった。これは後に、B90 や B95 と改定された (以下の「標準規格」を参照)。この時のヘルメットは、ほとんどすべて硬質外殻または、無外殻 (おそらく真空成型プラスチック・カバーで) のいずれかだった。発泡材と外殻を使う場合の技術的な制限のため通気口は最小限のままだった。

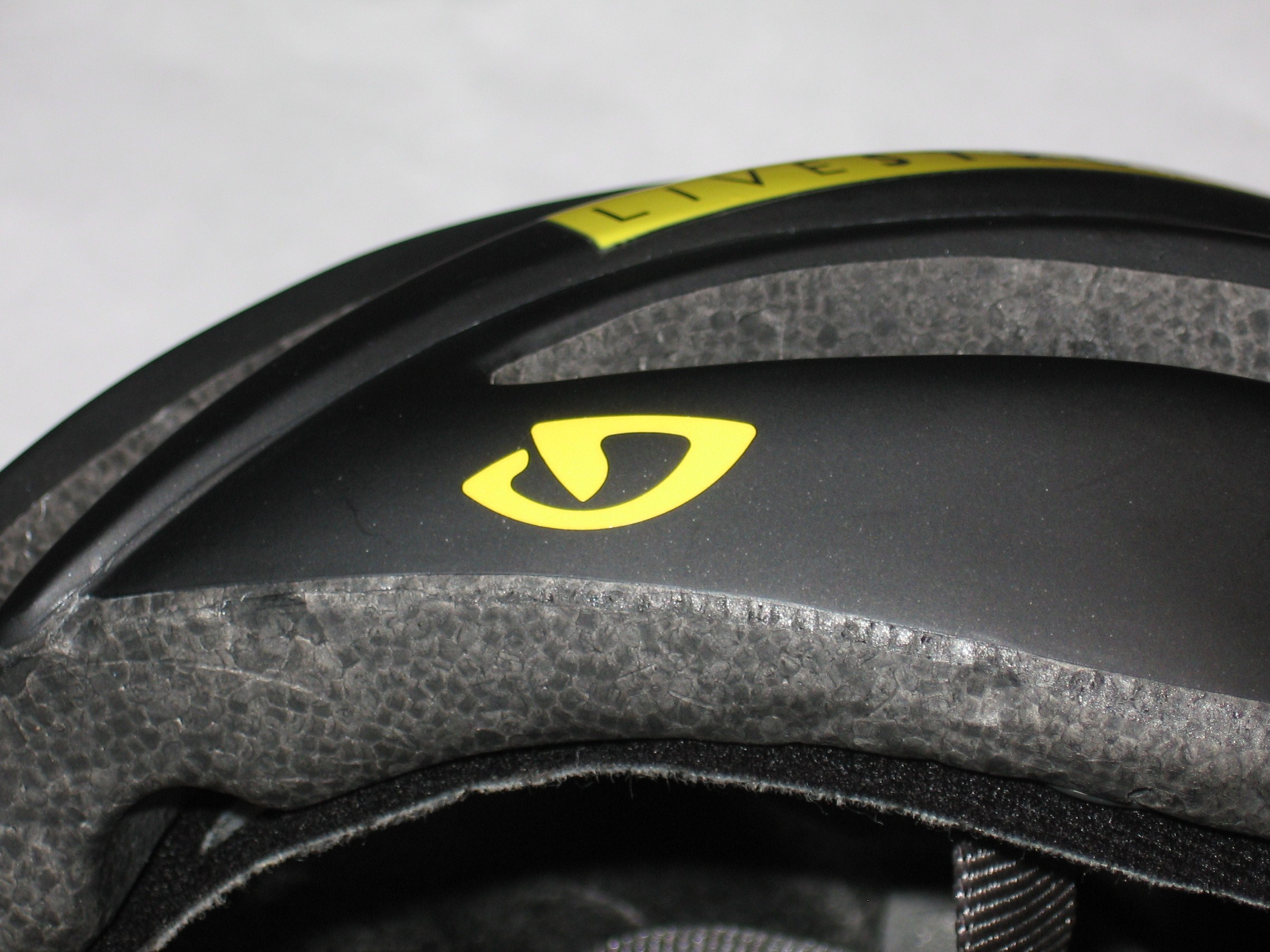
インモールド・マイクロシェル成型 (ジロ社の Atmos ヘルメット)

1990年前後、インモールド・マイクロシェルと呼ばれる新たな製造技術が開発された。非常に薄い外殻を成型工程で一体化させる。この技術はすぐに主要な技術となり、より大きな通気口や硬質外殻より複雑な形状を可能とした。
硬質外殻は、1990年代中に一般的な自転車利用者の間で支持を急速に失い、1990年代終わりにはほとんど姿を消したが、ローラースケートやスケートボード愛好者だけでなく、BMXの分野では人気を保っている。
1990年代後半と2000年代初めに起こった、装着と保持機構に関しての革新によって、様々な厚さのパッドを用意するという古典的機構は、着用者の頭部に非常に正確に適合する保持台（クレードル）に置き換えられた。この影響で、ヘルメットによる後頭部の保護が弱くなる結果となった。
後頭部に対する衝撃はめったに起こらないが、近代的な自転車用ヘルメットは、一輪車やスケートボード、インラインスケートなど後方への転倒が比較的良く起こるような運動にはむしろ適さなくなった。このような用途には、自転車用でないヘルメットのほうが適切だろう。
より高性能なヘルメットがツール・ド・フランスで使われ始めて以来、炭素繊維の添加がヘルメットの強度と保護性能を向上するために始まっている。炭素繊維を使用した初期のヘルメットとしては、ジロ社の「Atmos」や、Bell Sports社の「Alchera」などがある。
自転車競技用の近代的なヘルメットには、前後に長い流線型形状を持つ製品もある。

### 標準化の歴史
米国のスネル (Snell) 記念財団 という団体がオートバイと自動車競技用ヘルメットの標準規格を作成するために設立され、初期の標準規格の一つとして提供された。
米国国家規格協会（ANSI）は ANSI Z80.4 と呼ばれる規格を 1984年に作成した。後に、米国消費者製品安全委員会 (CPSC) は米国で販売される全ての自転車用ヘルメット用標準規格の指令を作成し、1999年3月に発効した。
欧州連合（EU）で有効な現行標準規格は、EN 1078:1997 である。
イギリス（英国）の現行標準規格BS EN 1078:1997は、EU 標準規格と同等のもので、BS 6863:1989 を 1997年に置き換えたものである。
オーストラリアとニュージーランドの現行標準規格は、AS/NZS 2063:1996 である。この要求性能は、Snell B95 に比べてやや甘めだが、品質保証要求基準と組み合わされる。その結果、AS/NZS 規格は考えられているより安全だといえる。
標準規格 CPSC と EN1078 は Snell B95 (または B90) に劣る。スネルのヘルメット標準規格は、第三者が検証可能なように、各ヘルメットに追跡可能な一意のシリアルナンバーがついている。EN 1078 も外部認証されているが、スネルのような追跡ができないようになっている。米国で最も一般的な標準規格は CPSC で、製造業者の自主証明に頼っている。一般的な事実として、スネル規格はほかの標準規格より厳密であり、販売中のほとんどのヘルメットは要求を満たしていない。Bell ブランドの現行ヘルメットはスネル認証されておらず、Specialized 社製ヘルメットのいくつかがスネル記念財団の Web サイトにある認証ヘルメットの一覧に記載されている。
1990年、英国消費者協会の市場調査が、販売中の 90% 前後のヘルメットが Snell B90 認定であることを示した。1998年度の調査では、スネル認証ヘルメット数はほぼゼロであることが示された。この期間に、硬質外殻は一般的な自転車利用者の間での人気を急速に失っており、1990年代末にはほぼ消滅していた。しかし現在でも、BMX ライダーやローラースケート、スケートボード愛好者の間では高い人気を保っている。
ヘルメットの標準規格が次第に無力化しているにもかかわらず、この傾向が、軽症の緩和に対する設計目標にどの程度跳ね返ってきたかを評価できる統計は存在しない。軽症では実質的に記録に乗らないし、統計的に意味のある規模での推測は不可能でないとしても事実上は難しい。
ヘルメットの衝撃エネルギー吸収能力は、発泡ポリスチレンの厚みを増すことで高めることができるが、これにより厚くて重くなり、装着するには暑くなる。今の流行は、たくさんの大きな通気口の開いた、より薄いヘルメットに向かっている。より容易な標準規格を採用する傾向がいくつかの研究で指摘されている。検査に合格しないヘルメットというのは比較的よくあることで、販売中のいくつかのヘルメットは全ての標準規格にまったく不適格である。
最も広範に引用される親ヘルメット派の研究はほとんどのヘルメットが硬質外殻構造だった時のものであるが、現在は BMX などのニッチ以外ではお目にかかることはできない。

## 意匠と規格
主に硬質外殻を持つヘルメットと軟質/皮膜外殻を持つものの二種類がある (外殻を持たないヘルメットは希少になっている)。双方のヘルメット共に硬質発泡ポリスチレン内装がつぶれることで、衝撃による頭部への加速度を低減する
。
標準規格は、計測用頭部模型をヘルメットを装着した状態で様々な金属床へ落下させて、その効果の確認を要求する。衝撃の速さは、乗車時の平均的な高さから落下した時の自転車利用者の頭部への影響を模擬するように設計してあるが、回転エネルギーや別の乗り物との衝突などは考慮されていない
。
衝突エネルギーは、衝撃速度の2乗で変動する。通常のヘルメットは、衝撃速度は時速 20 km 前後の場合に自転車からの頭部落下のエネルギーを吸収するように設計されている。これは、衝撃が時速 50 km の場合にはエネルギーを時速 45 km 程度にしか減少させられないことになるだろう。ヘルメットが壊れて、効果が全くないかもしれない。補助的な効果として、一点への衝撃を頭蓋骨のより広い領域に分散することも期待されている。
硬質外殻を持つヘルメットならより有効に機能するが、重さや通気性が悪くなる。ロード・バイクやマウンテン・バイクよりも BMX の方で愛用されている。加えて、ヘルメットは頭皮の切り傷/擦り傷を軽減する必要がある。硬質外殻のヘルメットでは、頻繁には発生しないが貫通衝撃の軽減も期待できる。

### 現行規格への非難と新設計
ヘルメットの内装が硬すぎて効果のない可能性がある。いくつかの標準規格では人の頭部より重く硬い頭骨模型を要求するため、人の頭部よりも緩衝材がつぶされかねない。
実際の事故では、
本当の事故では、ヘルメットの破壊は良く起こるけれど、緩衝材がつぶれて意図した通りに働いたというヘルメットを滅多に目にすることはない。
新設計の内装「コーン・ヘッド」は現在、オートバイ用に製造されており、自転車用ヘルメットはまだ存在しない。このヘルメットは、1987年に行われた研究の成果を元に設計されている。これがあれば、自転車用ヘルメットにもよりよい衝撃吸収性を提供できるようになる。
大部分のヘルメットは、回転衝撃に対する保護を提供しないばかりか、悪影響を与える恐れがある。
フィリップス社の頭部保護システムは回転傷害が減少するよう設計されているが、これも現在はオートバイ用にしかない。

### ぴったりのサイズ
ヘルメットを着用者に適切に合わせることが重要である。ある研究では 96% で装着が不適切である。不適切な装着をするとヘルメットの効果はかなり低くなると考えられている。ある推計では危険性がほぼ2倍になる。
大部分のメーカーは、通気口が小さいものから大きなものまで各種の、子供用から 大人用のサイズまでのヘルメットを用意している。
サイズが正しいことは重要である。様々な厚みの緩衝パッドを用いて調節するものがある。
ヘルメットはナイロン製ストラップで頭部に固定されるが、ストラップを個々人に合うよう調節しなければならない。デザインによっては、うまくいかない場合もある。大部分のヘルメットにはストラップ上に複数の調節場所があり、ストラップとヘルメットが正確に固定できるようになっている。
さらに、ヘルメットを後頭部に固定する調節クレードルを持っているものもある。ただし、これらは装着感を改善するだけでなんらの保護にもならないため、このような調節機能を持つヘルメットはローラー・スケートやスタント、スケート・ボード、一輪車等には不適切である。
ヘルメットは、眉毛とつばの間に指2本しか入らない深さまでかぶるべきである。ストラップは、下顎の奥の、のどに当たる部分に、ヘルメットが頭にしっかりと固定されるよう十分きつくかぶるべきである。ストラップとのどの間に指1本がやっと入る程度になっているべきである。

### 自転車ロードレースでのヘルメット義務化
自転車ロードレースの規則はスポーツ裁定団体である国際自転車競技連合（UCI）が規定している。歴史的にはヘルメットの使用を義務付けず、個人の選択や現地の交通法規に任せていた。
また1990年代まではプロ選手の大部分が、不快であることやヘルメットの重さが上り坂で不利になるとして、ヘルメットを着用に否定的であった。
ヘルメット着用を1991年に義務付けるという UCI による初の重大な試みは、選手から強い反発に遭った。1991年のパリ～ニースでの競技でこの規定を施行するという試みは、選手のストライキという結果に終わり、UCI はこの計画を断念した。
その後1995年のツール・ド・フランスにおけるファビオ・カサルテッリの事故死などを受け、自発的なヘルメット着用がプロ選手の間で1990年代に増加していたが、2003年3月に起きたアンドレイ・キビレフの事故死によって、ヘルメットに関する方針は節目を迎えた。同年5月5日に施行された新ルールは、このルール下で行われた初のグランツールであるジロ・デ・イタリア 2003に影響を与えた。2003年のルールは、最後の5kmに位置する上り坂でヘルメットを脱ぐことを認めている。
後の改定で、全行程にわたってヘルメット着用が義務付けられるようになった。
その結果として負傷が減少したかどうかに関する研究はまだない。

### トラック競技におけるヘルメット
一方でトラックレースにおいては、古くからUCIによるヘルメット着用義務が課されており、選手からの反発は特にない。実際には競技中の空気抵抗軽減・整流を狙った水滴形状のヘルメットが使われることが多い。具体的に競技で使用可能なヘルメットについては、各国の競技連盟（日本では日本自転車競技連盟（JCF）が告示するのが一般的である。また競輪においても選手はヘルメットの装着義務があるが、JCFではなく日本自転車振興会（NJS）が定める規格に従ったヘルメットを使用する必要がある。

## ヘルメット論争

### ヘルメットが必要なほど危険な乗り物か
自転車乗用中の交通事故による死亡者は、約6割が頭部に致命傷を負っている。またヘルメット着時、非着時によるそれぞれの死亡率は着時は0.27％に対し非着時は0.58％と、非着時の方が約2.1倍高いことが分かっている。
この結果を踏まえると自転車はオートバイ等と同じように頭部を守る必要のある危険な乗り物だと言える。

### ヘルメットの有効性と望ましい効果
ヘルメットに重傷を予防する効果があるという根拠には反論があり結論が出ていない。この件に関する無作為比較試験 (エビデンスレベル 1) は行われていない。
それゆえ、根拠は主に2つの観察研究に頼っている。ひとつはエビデンスレベル (証拠の格付け) 2 に該当する「時系列解析」で、もう一つはエビデンスレベル 3 に該当し潜在的間違いを犯しやすい「結果対照試験」である 。ヘルメットに言及する文献の大部分は直接の根拠を持っているわけではなく、これら少数の研究を参照している。
全体として、英国国立自転車団体 CTC (サイクリスト・ツーリング・クラブ、Cyclists’ Touring Club) によれば、

#### 時系列解析
時系列解析は、ヘルメット義務化により大規模な変化が短期間で発生するような最も妥当な場所で、ヘルメット着用率と負傷率の時間的変化を比較する。
この種の研究は、次のような潜在的脆弱性を含んでしまう:
- 交通環境の変化 (例、飲酒キャンペーン)
- 公開推計の不正確さ (利用者数、走行距離)
- 収集データの意味合いの変化
- 対照群の分析が出来ないこと
- 長期的トレンドの分析でないこと
- 生態学的錯誤

義務化に従ってヘルメット着用率が40%以上増加した複数の地区で、Robinsonは自転車利用者と対照群に対する検証を行い、「ヘルメット義務化法は自転車の利用を妨げるだけで、頭部負傷率に関する明確な反応を生じなかった」と結論付けた。この研究は、激しい議論の的となってきた 。
著者達は、分析用研究の選択や要約統計量として何が最適かについて一致した意見を持っていない。より新しい検証が Macphersonと Spinksによって行われたが、それには (Robinson の検証では扱っていない評価尺度による) 2つの独自研究論文が含まれており、「自転車用ヘルメット立法は、実施された住民におけるヘルメット着用を増加することと頭部負傷率を減少するように見える。
しかし、結果測定の高品質な評価研究や、自転車利用の起こりうる低下に関する報告された資料はほとんど存在しない。
ほかにもたくさんの研究が存在する。最も大規模なのは、800万人の自転車利用者の負傷に対する15年にわたる調査で、重傷には無効であることや大きくはないが明確な死亡率上昇が示された。
この研究によると、米国ではヘルメット着用が18%から50%に増加したことに比例して、頭部負傷率が40%増加したにもかかわらず、これは先に触れたように、潜在的弱点を持つ時系列解析であるから、相関関係はあっても因果関係ではないだろう。増加した危険との関連は別の研究で報告されている。
同一資料の異なる分析は違った結果を示す可能性がある。例えば Scuffhamは、1995年のニュージーランドにおける自発的着用の増加に関する資料を分析した。彼は結果を、長期的傾向を考慮するとヘルメットには測定可能な効果はなかった、と結論付けた。長期的傾向を除いた彼の後の再分析は、小さな恩恵の存在を示唆した。
さらにその後の Scuffham によるニュージーランドにおけるヘルメット法の費用便益分析は、最も楽観的な傷害予防の見積もりを選択しても、ヘルメットに掛る費用が治療費よりも負担になることを示した。

#### 結果対照研究
結果対照研究では頭部負傷した自転車乗り (結果群) と負傷しなかった自転車乗り (対照群) を比較する。
こういった研究はエビデンスレベル 3 に該当し、無作為試験または時系列研究に比べて誤った回答を潜在的に与えやすい方法である。この種の研究手法には、交絡変数 (測定不能な行動/習性の違いによる効果を、ヘルメット選択の違いによるものだと考えること) や思い出しバイアス (人々がヘルメット着用に関する不正確な報告をすること) などに関する潜在的問題のあることが知られている。
このような研究では頭部以外を負傷した対照群に対して、頭部負傷した結果群のヘルメット着用率が一貫して低めに記録されることが知られている。この結果は自転車用ヘルメットが衝突時に有効だという強い証拠だとみなされてきた。
最も広く引用された結果対照研究は、Thompson と Rivara、Thompson によるもので、ヘルメットの着用により頭部負傷の危険が85%減少すると報告した。この研究に対しては、対照群のさまざまな種類の危険因子に起因する効果を含んでいるなど、批判はたくさんある。
Thompson, Rivara が、Thompson の資料と Rivara が同時期に行った路上集計によるヘルメット着用率で代用して行った再調査では、推定した効果が統計的に有意となる基準を下回ってしまった。これは上記の研究には混同があったという証拠だとみなされている。
別の研究でもヘルメット着用者には下半身の重傷を防ぐ力があると考えられている。
以前の研究で少なくともヘルメット着用者にもたらされた何らかの「保護」は、ヘルメット自体の直接の効果というより安全運転習慣として説明される可能性がある。
存在する他の結果対照研究の全てで同様の結果を示している。1977年から1980年のオーストラリアのビクトリア州におけるヘルメット非着用自転車乗りの頭部重傷を含む頭部負傷者の生存率は、ヘルメット着用バイク乗りの生存率の2倍以上あった。

#### 事例証拠
よくある誤解は、ヘルメットが割れてくれたので重傷にならずに済んだのだと思い込むことである。
ヘルメットは割れることなく潰れるように設計されている。発泡スチロールは少しの衝撃でも吸収して脆性破壊を起すので、いったん破壊すればそれ以後は全くエネルギー吸収しなくなる。
あからさまな割れを防ぐために、大部分のヘルメットは内部をプラスチックネットで補強することで衝突後に割れることを防ぐようになっている。

#### 自転車人口の減少
オーストラリアでヘルメット義務化法が制定された時、ヘルメットをそれまで着けてこなかった利用者 1/3 強が自転車にほとんど乗らなくなった。
自転車人口の減少は、人々の健康にとっては、おそらくどんなプロテクターよりも有害である。自転車利用による長期的な健康への利益は多岐にわたり、広範囲に記録されており、自転車人口のいかなる減少も人々の健康全般に渡って悪影響を与えることが予想される。
1990年代に起きた自転車人口の急減はインライン・スケートもしくはその他の娯楽活動の増加を反映したものか、もしくはヘルメットという防具が自転車利用者に拒絶されたことの証拠だということが示唆されている。
ヘルメットの奨励や強制によって、自転車利用を思いとどまる可能性のあるメカニズムがいくつか提案されている。ヘルメット着用や奨励が自転車での移動が自動車よりも危険だという誤解を補強するのかもしれない。
あるキャンペーンで使われた「人間の頭蓋骨」画像に対して、CTCは
と示唆している。
自転車用ヘルメットの費用が負担になったり、自転車の利便性が損なわれるかもしれない。ヘルメットはかさばるし、自転車と共にしっかり保管することが難しいこともある。髪型によっては兼ね合いの取れない場合もあり、自転車利用後に髪を整えるという手間が増える。結局、自転車用ヘルメットやその他プロテクターなどが面倒でばかばかしいものに思えてくる。
例えば、2006年の映画『がんばれ!ベンチウォーマーズ』では、Jon Heder 扮する Clark が自転車用ヘルメットと戯れる姿が、社交性のなさと運動神経のなさを強調する目的で使われている。

#### 利用者減少の更なる危険 (多数による安全)
自転車人口の減少は、セーフティー・イン・ナンバーズ効果により、路上に残った利用者の危険性を増加するかもしれない。
ある情報によれば、1人の自転車利用者がドライバーにはねられる確率は、自転車人口の 0.6 乗に反比例して減少する。この計算では、自転車人口が2倍になった場合には、1人の自転車利用者が事故に遭わずに乗り続けられる時間が 1.5 倍になる。乗用車と自転車の出会う頻度の増加が、自転車に注意するドライバーを増やすと考えられている。

#### リスク補償
ヘルメットを着用すると自転車利用者が安心し、より大きなリスクを取るようになるのではないかとの仮説がある。これはリスク補償仮説あるいはリスク恒常性仮説として知られる効果である。例えばシートベルトやアンチロック・ブレーキ・システムといった他の安全策でリスク補償が生じると指摘する研究者がいるが、他の専門家からは反論も出ている。
1990〜1999年に発生した交通事故を対象としたスペインの研究では、事故に遭った自転車利用者のうち、ヘルメットを着用していた人は非着用者より交通違反率が低く、事故時の速度違反については差が無かった。論文の著者は「この調査結果からは、ヘルメット着用者における強いリスク補償作用が確認できなかったが、その存在が否定されたわけではない」と締め括っている。
ある実験研究では、ヘルメット着用に慣れている大人はヘルメットを脱ぐと自転車の速度を抑えるが、普段はヘルメットを被らない自転車利用者の場合、ヘルメット着用の有無で自転車の速度は変わらなかった。障害物コースを自分の足で走る子供を対象にした別の実験研究では、子供は安全装備（ヘルメットを含む）を着けている時はより速く、よりリスクを取ることが分かった。
電話による聞き取り調査では、仮に自分の子供が安全装備を着けていると想定した場合、親が子供に許容するリスクは、着けていないと想定した場合より高くなった。負傷した子供に対する病院での聞き取り調査では、怪我をした時に何らかの安全装備を着けていた子供はよりリスクを取る傾向を示した。
ヘルメットを被った自転車利用者に対しては、ドライバーも行動を変える可能性がある。自転車を追い越した約2300台を観測したイギリスのウォーカー氏の報告では、ヘルメットを被っていた時の方が、ドライバーが取る側方間隔が少なかった。

#### 回転衝撃による頭部損傷
回転による負傷は
頭部損傷後の長期的な知的障害や死亡の主要原因はトルクによって引き起こされるびまん性軸索損傷 (DAI、diffuse axonal injury) かもしれない。これは、通常のヘルメットでは軽減できないばかりか悪くしてしまう可能性のある負傷の種類である。ヘルメットをつけていない時に比べてつけている時のほうが頭部重心からの半径が広くなるのでトルクを増大させるかもしれない。

#### あご紐による窒息
二段ベッド、木登り、ジャングルジムなどの遊戯中に自転車用ヘルメットのあご紐による窒息が原因で死亡または深刻な脳損傷を被った幼児の症例がいくつか記録されている。
スウェーデンのある研究者がスウェディッシュ・ヘルメット・イニシアチブに関して次のようにコメントした。

### 価格と効果の無関係性
ヘルメットの着用は最終的に各個人にとって利益と負担の両方になる。
ヘルメット自体の価格や定期交換、何らかの保管費用などが材料費になる。ヘルメットの着脱や運搬や操作に費やした時間や、開放感または満足感といった個人的感覚の抑制、夏には暑さや汗の増大、冬には頭や耳の防寒具の着難さなどが無形費用に含まれる。
個人的な感覚の安心感は利益、もしくはリスクの相殺理論がいう様に事故の危険性を高めるとすれば損害として分類されるかもしれない。防音や日よけ、フロントガラス、バックミラーなどがオプションとして装備できる可能性は、利益に含まれる。
費用と利益の感覚は各個人によって異なる。

### 立場と主張
論争になった研究があり、どんな問題が関連しており重要かという点で様々な評価がある。多くの研究が、一方の方向または別の方向に偏向している。
Rodgers はヘルメットには効果があることを示したとされるデータを再分析したところ、データの誤差と方法論的脆弱さが深刻なため、実際には「自転車に関連した死亡数はヘルメット着用の増加に明確な正の相関がある」ことを明らかにした。
ある報告書はヘルメット着用が怪我の 60% の減少に結びつくと結論付けたが、これは単純な統計誤差による誤りであることが判明し、誤差を修正するためには186%の効果が必要であると結論付けた。これにもかかわらず、その報告書の著者は、この結果は有効だと主張し続けている。
英国政府の依頼により作成された報告書は、自転車用ヘルメットの普及促進を支持していた。しかし、多くの矛盾する証拠は調査不十分であるとして却下しており、主著者はの強力な親ヘルメット派団体 CAPT (小児事故防止トラスト、Child Accident Prevention Trust) の関係者でもある。
ヘルメットと外傷性脳損傷に関する論文の著者である Curnow は、親ヘルメット派研究に関する批判書を出版している。

#### 支持者
多くの著名な団体や個人が、ヘルメットが頭部負傷を軽減できるだけでなく、人命を守れると思っている。
世界保健機関（WHO）は、自転車事故や落車による頭部負傷を防ぐための戦略として、ヘルメットの着用を推奨している。
米国では自転車用ヘルメットの着用が、米国医師会や全米安全評議会を含む多くの団体によって支持されている。1991年には既に、米国自転車競技連盟が自転車用ヘルメットを米国の「非常に身近な」問題と表現していた。
2004年には、英国医師会の科学教育委員会が、英国政府に自転車用ヘルメット立法の提出を求める立場をとり、2005年の年次代表者会議に伴う15分の議論により承認された。
著名な米国の自転車活動家 John Forester はヘルメットの着用により米国で年間300人の命を救える可能性を示唆した。彼の著書 『Effective Cycling』によって500人が救われ、その他の安全確保により合計で 1030 人を救えるとしている。

#### 反対者
ヘルメット着用または着用義務化が有益だとする主張に賛同しない人々には、多数の著名な教員や、研究者、自転車利用者による圧力団体などが含まれる。
Robinsonが、法制化によってヘルメット着用が増加した地区のデータを審査し、ヘルメットの着用によって自転車利用者の頭部損傷が明白には減少していなかったと結論づけた。
英国の運輸と交通安全の分析学者である Mayer Hillmanは、自動車との衝突時には非常に限定的な価値しかなく、リスクの相殺によって保護効果が無効にされると論じ、ヘルメット着用の普及促進が注意責任を自転車側に無条件におしつけていると感じるためヘルメットの着用に賛同していない。彼はまた、様々な専門家による議論の中で外科医の忠告を最重視することに対して、当選者の意見を集めて宝くじを買う価値があるかどうかの結論を出すようなものだと警告している。
英国の著名な自転車活動家John Franklinは、車両整備や乗車能力などの未然防止策の方が重要だとして、ヘルメットの実力に懐疑的である。
自転車利用者の代表者団体が、ヘルメットに注目が集まることで、自転車の安全にとってより重要な問題、例えば交通危険箇所の修正や訓練、運転技術、自転車の整備などに対する関心が削がれると、訴えている。2004年の報告書に記載された28の自転車安全対策の公的な支援の内、24がヘルメットの普及促進に対するものだった。これに関連して、種々の自転車安全対策の相対的な効果についてのある評価の推定によれば、27% の死傷者が様々な対策によって予防することができたはずで、自転車工学とヘルメット着用の応用によって達成できるのはたった 1% だという。
1998年に欧州自転車連盟は、健康への影響がむしろ悪くなるとして、義務ヘルメット法を拒否する方針説明書を採択した。
英国の自転車愛好家クラブであるCTC（Cyclists' Touring Club）は、「義務ヘルメットの総合的な健康効果は否定的」だと信じている。英国の運輸大臣は、ヘルメットが人命を救うという主張には支援材料が無いということを知っていた。
英国小児局は、
と述べている。同報告書では、全員のヘルメット着用により救える15歳以下の子供の人命は多く見積もっても3人だろうとしている。この数字は

## 普及
自転車用ヘルメットの着用とその宣伝や義務化をめぐる非常に長い論争がある。ヘルメットの着用は1980年代以降、ヘルメットの宣伝と義務化を主因としていくつもの地区で広まっているが、まだ多数ではない。ヘルメット着用を義務化する法律には、最も苛烈な論争が取り巻いている。

### プロモーション
大規模なプロモーションは、自転車事故における自転車用ヘルメットの有効性を評価する疫学的研究に先んじて行われていた。
いくつかの英語圏で一般的な意見は、自転車用ヘルメットは効果的だから全員が着用すべきだ、というもの。全米サイクリスト同盟によれば、1991年にはヘルメットは、「ママやアップルパイ」のように身近な問題となった。
オランダ交通安全研究所 (The Dutch Institute for Road Safety Research、SWOV) は、ヘルメット着用とヘルメット法が自転車の安全性をさらに向上させると主張している。これはオランダに限ったことではなく、親ヘルメット新聞は、「このインタビューに応じたオランダの自転車専門家と立案者はヘルメットの着用に確固とした反対をして、ヘルメットが利便性や快適性、見た目を悪くすることで自転車の利用が妨げられると主張している。彼らはヘルメットが利用者に誤った安心感を与えることが危険運転を促進するので自転車をさらに危険にする、という可能性についても言及している。」と述べている。
ヘルメットに実負傷減少率の表示が義務づけられるのではという懸念が 1996 年に後退したので、2人の親ヘルメット医師が「ヘルメット着用の利点は明白でわかりきったことなのに、それにどれほどの根拠が必要だろうか。髪型がくしゃくしゃになる以外に、ヘルメット着用の欠点はあるのだろうか」と問いただした。彼らの一方は自転車愛好者で、1972年に始まった支援運動の経歴は今、負傷予防の専門誌の編集者になっている。彼はこういった立場のため、ヘルメット着用に効果なしといった学術的論争は厄介なことだと思うようになった。
Rivara は、1989年に開始されたThompson、Rivara、Thompsonの結果対照研究の前から、ヘルメット着用の調査と政治活動に従事しており、コクラン共同計画のための Thompson と Rivara、Thompsonによる報告書が、彼らの主張に強く影響されすぎているという批判が起こっているのもかかわらず従事しつづけている
。
ヘルメットのプロモーションがさらなる問題を引き起こしている。ヘルメット製造大手の Bell がヘルメットのプロモーションと立法化の両方を支援している。
自転車愛好家の視点からは、ヘルメットのプロモーションにおける重大な問題は彼らの解決策に上手くあう問題のアイデアを紹介する手段になるなど、主催者が自転車の危険性を過剰に取り上げがちであること。自転車というのは、歩行者よりもずっと安全なものであるから。

### 義務化
以下の国では、少なくとも一つの地区で、自転車利用者の一部または全員にヘルメットの着用が法律で義務づけられている。
- アイスランド
- アメリカ合衆国（38州[113]）
- イスラエル[114]
- オーストラリア
- カナダ
- スウェーデン
- ニュージーランド
- フィンランド

因果関係は明らかになっていないが、統計上で最も自転車の利用が安全とされる国 (オランダ) はヘルメットの着用率が最も低い集団に属している。これらの記録は一般的に次のような原因にあると考えられている: 自転車利用者に対する社会的な配慮と理解、利用者の多さ、教育、さらには車道からの自転車専用分離帯の確保。
ボストンとパリ、アムステルダムの大通りでの自転車に関するある研究では、自転車の利用方法の多様性について説明している。ボストンではヘルメット着用率が非常に高かった（パリの 2.4%、アムステルダムの 0.1% に対して 32%）が、アムステルダムでは自転車の利用者数が非常に多かった（時間当りで、パリの 74 人、ボストンの 55 人に対して 242 人）。オランダとデンマークでのヘルメット着用率は非常に低い。
オーストラリアのある雑誌にはこう書かれている。
英国自転車旅行クラブは、オランダとデンマークでは自転車は専用の服や装備が不要な「普段の」行動だと認識されていると言っている。

#### 日本
日本では2023年4月1日から全国で着用が努力義務化された。その前の2015年7月から、愛媛県の県立高校が全国で初めて校則により着用を義務化した。2014年12月に発生した死亡事故を受けての措置で、高校生以外を含めた全世代の2024年における警察庁の全国の自転車乗車用ヘルメット着用率調査で、愛媛県は69.3％と首位で、全国最下位は大阪府で5.5%であった。
しかし、自転車用ヘルメットの着用が努力義務化されてからも、罰則規定が無いことや購入費用負担などの理由で普及が進んでおらず、前述の全国の自転車乗車用ヘルメット着用率調査でも全国平均は17％となっている。